# Maria Fernanda Navarro Oliva
Maria Fernanda Navarro Oliva (* 22. Juni 1996 in Guadalajara) ist eine mexikanische Tennisspielerin.

## Karriere
Navarro Oliva gewann bisher drei Doppeltitel auf der ITF Women’s World Tennis Tour.
Am 13. April 2024 spielte sie erstmals für die mexikanische Billie-Jean-King-Cup-Mannschaft.

## College Tennis
2017 bis 2020 spielte Navarro für die Damentennismannschaft der Tigers der Clemson University. 2018 gewann sie an der Seite von Marie-Alexandre Leduc den Titel im Doppel der ITA National Fall Championships. 2020 machte sie ihren Abschluss als Bachelor of Arts in Sprachen und internationalem Handel.

## Turniersiege

### Doppel
| Nr. | Datum              | Turnier             | Kategorie   | Belag     | Partnerin              | Finalgegnerinnen                                | Ergebnis         |
| --- | ------------------ | ------------------- | ----------- | --------- | ---------------------- | ----------------------------------------------- | ---------------- |
| 1.  | 5. Juli 2014       | Quintana Roo        | ITF $10.000 | Hartplatz | Loreto Alonso Martinez | Carolina Betancourt Ana Paula Neffa De Los Rios | 6:4, 6:2         |
| 2.  | 9. April 2022      | Scharm asch-Schaich | ITF W15     | Hartplatz | Gabriella Mujan        | Dasha Ivanova Stéphanie Visscher                | 6:3, 7:5         |
| 3.  | 25. September 2022 | Cancún              | ITF W15     | Hartplatz | Lauren Proctor         | Jessica Hinojosa Gomez Victoria Rodriguez       | 6:3, 5:7, [10:7] |